# 안화초등학교
안화초등학교는 대한민국 경기도 화성시에 있는 공립 초등학교이다.